# Hanspeter Seiler
Pour les articles homonymes, voir Seiler.
Hanspeter Seiler, né le 9 septembre 1933, est une personnalité politique suisse membre de l'Union démocratique du centre (UDC).

## Biographie
En 1987, il est élu au Conseil national.

## Weblinks
- « Biographie de Hanspeter Seiler », sur le site de l'Assemblée fédérale suisse.